# Сан Ремиђо (Ла Специја)
Сан Ремиђо је насеље у Италији у округу Ла Специја, региону Лигурија.
Према процени из 2011. у насељу је живело 114 становника. Насеље се налази на надморској висини од 58 м.